# Haag (Grafenwöhr)
Haag ist eine Wüstung im heutigen Truppenübungsplatz Grafenwöhr. Sie gehört zum Gemeindegebiet der Stadt Grafenwöhr.

## Geschichte
Haag war wohl  eine fränkische Gründung aus dem 9./10. Jahrhundert, erste Nennungen bezeichnen es als „Frankenhag“. In Haag bestand im 14. und 15. Jahrhundert ein Eisenhammer, der vom Wasser der Frankenohe, einem Nebenfluss der Vils, betrieben wurde. Der Hammer war um Besitz der Erlbeck, einem der wenigen Vertreter des oberpfälzischen Rittenadels, die sich mit dem Berg- und Hammerwesen beschäftigten. 1387 besitzt Wolfart Erlböckh den Hammer zu Haag und den Hammer zu Sassenreuth, ein anderer Erlbeck besitzt 1326 den Hammer zu Pegnitz.
Die Gemeinde wurde 1818 durch das Gemeindeedikt in Bayern errichtet. Haag war seit 1876 eine selbständige Pfarrei, vorher gehörte es kirchlich zu Hopfenohe. 1933 hatte die Gemeinde 411 Einwohner. Die Absiedlung und Auflösung der Gemeinde erfolgte 1938/39 (nachträglich durch Bekanntmachung des Bayer. Staatsministerium des Innern vom 22. August 1951 verfügt). Die ehemalige Gemeinde gehört zum Kerngebiet des Truppenübungsplatzes Grafenwöhr und war das größte der dort abgesiedelten Dörfer. Das seit 1939 gemeindefreie Gebiet wurde am 1. Juli 1978 in die Stadt Grafenwöhr eingegliedert.